# شريان تحت الذقن
الشريان تحت الذقن هو فرع من فروع الشريان الوجهي الذي يمتد على الجانب السفلي من الذقن.

## فروع
عندما يتحول الشريان تحت الذقن صعودا عبر حدود الفك السفلي فأنه ينقسم إلى شريان سطحى واخر عميق.
- يمر الفرع السطحي بين عضلة خافضة للشفة السفلية, ويتحد مع الشريان الشفوي السفلي.
- يمر الفرع العميق بين العضلة والعظمة ويقوم بتغذية الشفة ويتحد بعد ذلك مع الشريان الشفوي السفلي

## صور إضافية

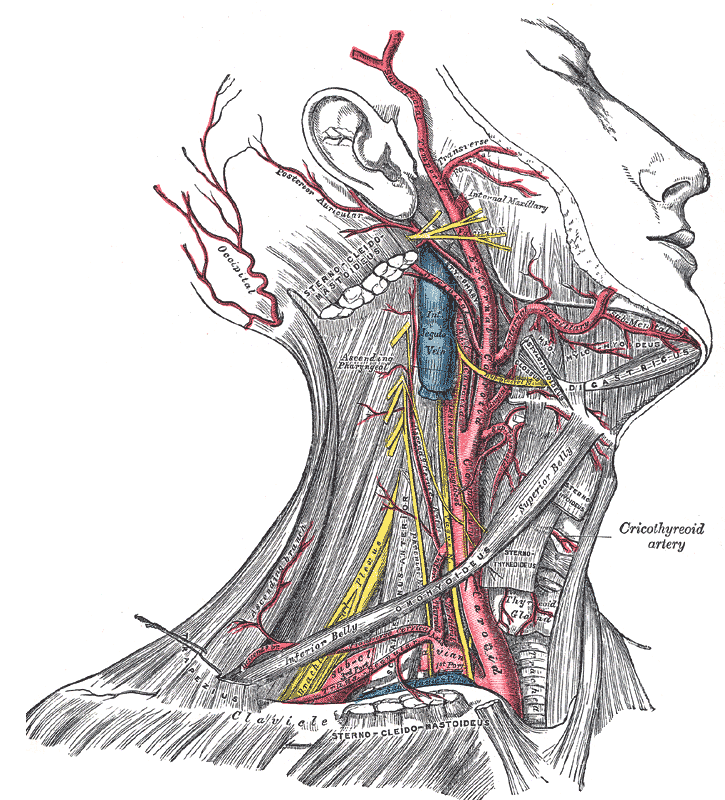
تشريح سطحي من الجانب الأيمن من الرقبة، والتي تبين الشريان السباتي وشريان تحت الترقوة.
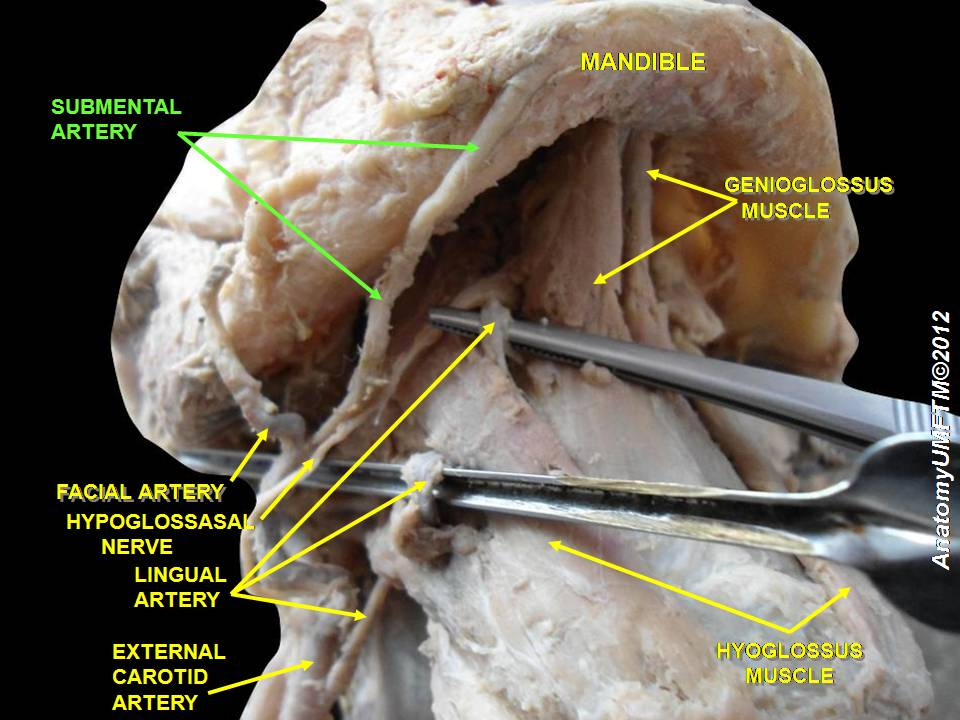
شريان تحت الذقن
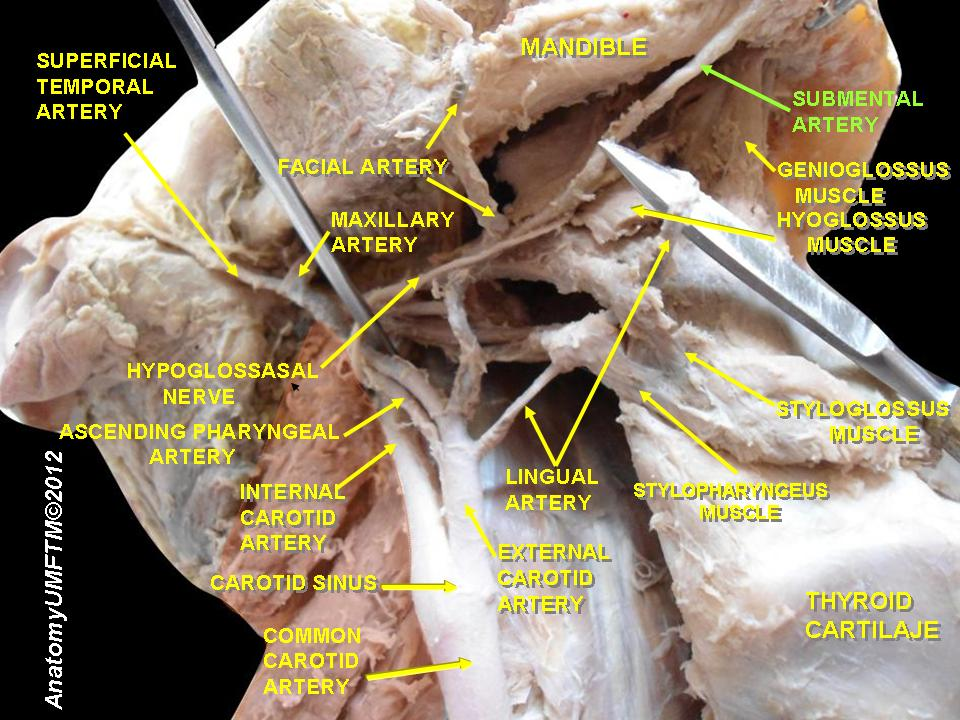
شريان تحت الذقن